# ノール・ハウス

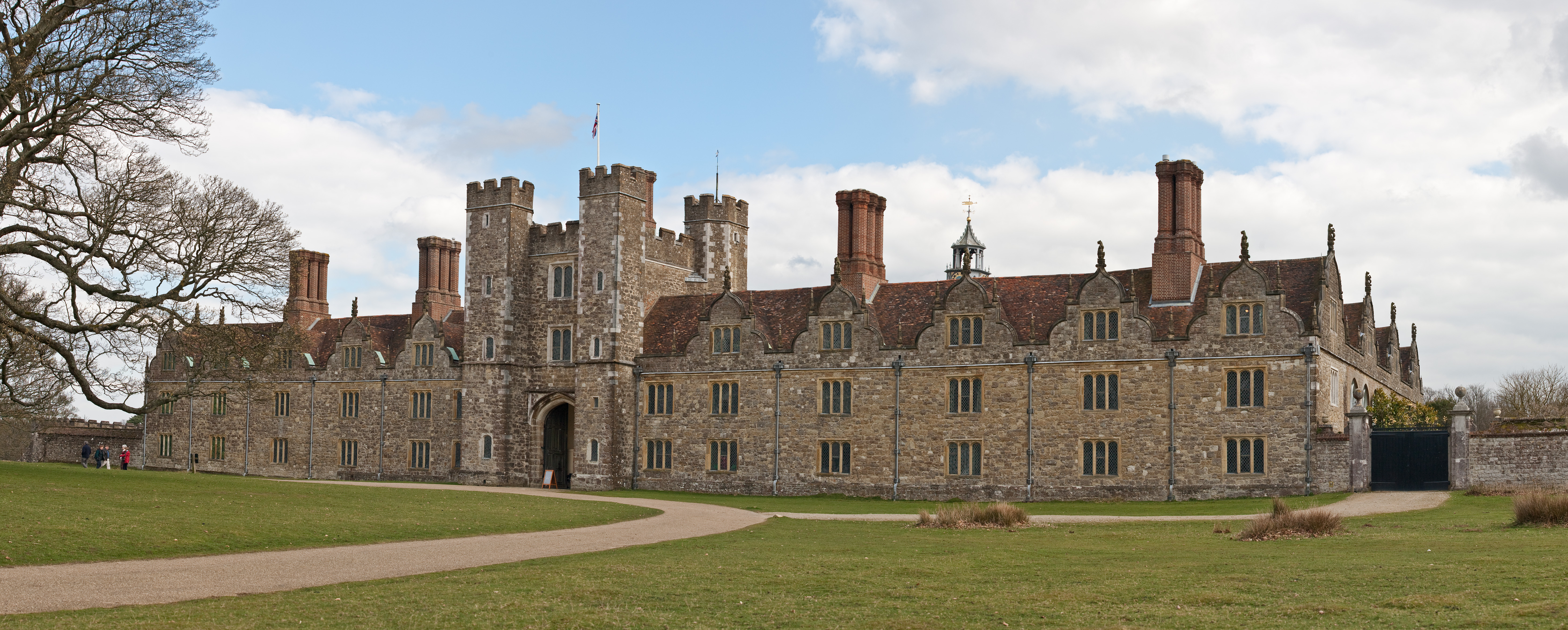
2009年撮影のノール・ハウス

ノール・ハウス (Knole House, Knole) は、イギリスのケント州セヴノークスにあるカントリー・ハウス。1,000エーカーの鹿園に囲まれている。
別名を「カレンダー・ハウス」といい、365の部屋、52の階段、12のエントランス、7の中庭を有している。
建物はとくに大広間において17世紀初頭の景観を保っており、周囲の鹿園は、1987年の大嵐によって園内の木々のおよそ70%が失われた以外は400年間ほとんど変わることなく残っている。

## 歴史
カンタベリー大主教のトマス・バウチャーによって1456年から1486年にかけて建設される。バウチャーの死後カンタベリー管区となり、その後数年間拡大され続け、現在グリーン・コートとして知られる広大な中庭と、新たなエントランス・タワーが追加される。
1538年にはカンタベリー大主教トマス・クランマーから、オトフォード・パレスとともにヘンリー8世の手に引き渡される。
エリザベス1世治下の1566年、彼女の又従弟にあたる初代ドーセット伯爵トマス・サックヴィルの所有となる。以後サックヴィル家の後裔は4世紀の間ノール･ハウスに住み続ける。
サックヴィル家の子孫であり詩人・作家であるヴィタ・サックヴィル＝ウェストは、イギリスのカントリー･ハウス文学のクラシックとされる作品を書いた。また彼女の友人であり恋人であったヴァージニア・ウルフは、ノール･ハウスとサックヴィル＝ウェスト家の先祖をモデルにした伝記的小説『オーランドー』(1928年）を書いている。
サックヴィル家の長子相続権のサリカ法に従う慣習により、ヴィタの父ライオネル(1867－1930）の死に際して、ノール･ハウスは弟チャールズ(1870-1962）に譲渡され、ヴィタは夫のハロルド・ニコルソンと共に同じくケントにあるシシングハースト・カースル（付属するシシングハースト・カースル・ガーデンで名高い）に移り住んでいる。

## 調度品と美術品
17世紀のエリザベス朝家具のコレクションを含む多くの広間は一般公開されている。家具の中には、3階建てベッド、銀製調度品（燭台、鏡、鏡台など）、傑出したタペストリーやテキスタイル、そして有名なノール・セティー（ノール･ソファ）のオリジナルがある。
美術品のコレクションにはアンソニー・ヴァン･ダイク、トマス・ゲインズバラ、ピーター・レリー、ゴドフリー・ネラー、 ジョシュア・レイノルズらによる肖像画や、ラファエロのカルトンのコピーがある。また、非常に繊細なイタリア風階段室や、グレート・チャンバーの鮮やかに曲線を描く暖炉の棚飾りといったイギリス・ルネサンスの遺品も残っている。
17世紀はじめに職人技術の進歩により吹き抜けとなった木造階段室ができるようになると、1605年から1608年にかけて建設された主階段の手すり子の頂部装飾にはサックヴィル家の紋章の盾を前足に持った「サックヴィル・レオパード」があしらわれた。
ノールのプライベート・チャペルには、イギリスで最も古い演奏可能なオルガンがある。

## 現在のノール・ハウス
現在は英国の文化財と自然保護を目的とする財団ナショナル・トラストが管理・運営している。
ノール･ハウスの建つノール・パークは自然保護協会特別指定地区になっており、年一回クロスカントリーレースのノール・ランを開催している。
また1967年1月にビートルズの「ペニー・レイン」と「ストロベリー・フィールズ・フォーエバー」のミュージック・ビデオの撮影で用いられた。